# Garrels (Familie)

Lage der Stadt Leer in Ostfriesland

Garrels ist der Name einer originär seit dem frühen 17. Jahrhundert in Leer ansässigen Familie.
Die Familie Garrels gehört zu den ältesten Kaufmannsfamilien Ostfrieslands. Ihre Holzhandelsfirma besteht seit 1759 und gilt als die älteste noch bestehende Firma der Region.
Mitglieder der Familie prägten über Generationen hinweg durch ihre unternehmerischen Ideen das Wirtschaftsleben der Stadt Leer und ihres Umlands. Familienmitglieder siedelten sich im Laufe des 18. und 19. Jahrhunderts in Hamburg, Schleswig, Amsterdam, Antwerpen, London, in den USA und in Hongkong an, wo sie Zweigstellen des Unternehmens gründeten.

## Geschichte

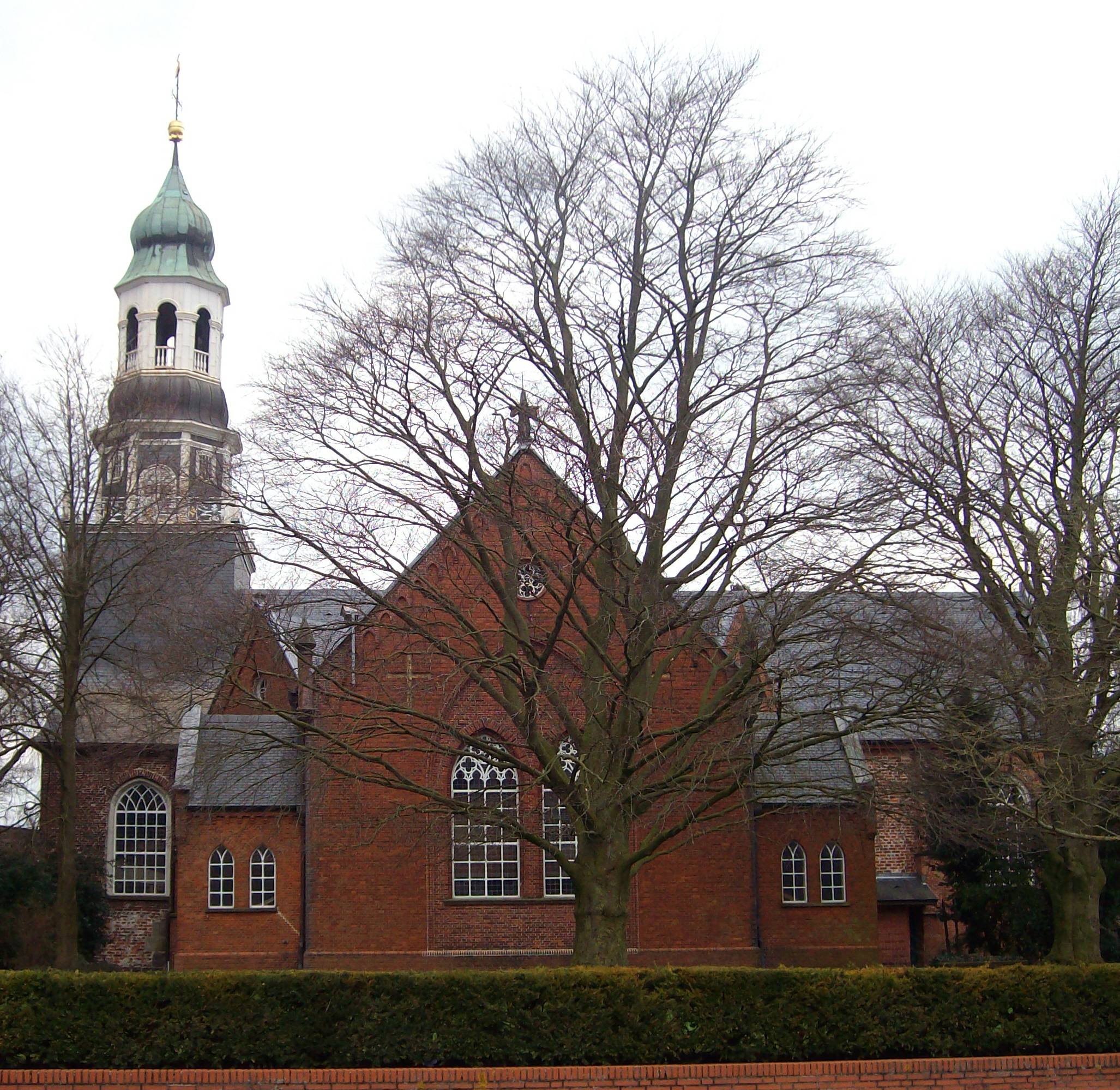
Die Luther-Kirche in Leer

Der erste nachweisbare Ahne war der aus dem Saterland stammende Kaufmann Harm Garrels, der seit mindestens 1682 in Leer wohnte und Mitglied der damals noch jungen lutherischen Kirchengemeinde war. Seine Söhne Hero (1704–1766) und Geerd (1706–1762) wurden Kaufleute in Wittmund bzw. Leer. Geerd hinterließ beträchtliche Vermögenswerte, darunter mehrere Häuser in Leer. 1759 gründete sein ältester Sohn Johann Hinrich (1734–1801) in der Neuen Straße das Handelsunternehmen, das seit der Übernahme durch seinen Enkel Johann Hinrich (siehe unten) bis heute unter der Bezeichnung „Johann Hinrich Garrels Ludwig Sohn“ firmiert. Neben einem einträglichen Holzhandel exportierte J. H. Garrels landwirtschaftliche Produkte Ostfrieslands und des Emslandes und baute internationale Handelsbeziehungen auf, insbesondere nach England und Holland an. 1766 erhielt er zusammen mit J. Börner und J. E. Zimmermann die Konzession für eine der ersten Windsägemühlen. Zwei weitere Mühlen wurden wenig später errichtet und legten den Grundstein für eine effiziente Holzverarbeitung, die in der Folge zu einem der wichtigsten Unternehmenszweige wurde. Gegen Ende seines Lebens konnte J. H. Garrels ein beträchtliches Überseegeschäft vorweisen und wurde so beispielhaft für die Blüte des Handels in Leer in der zweiten Hälfte des 18. Jahrhunderts. 
Johann Hinrichs Sohn Tjard Ludwig (1762–1804) wurde kein Teilhaber der Holzhandlung, sondern gründete ein eigenes Handelsgeschäft. Er baute die engen familiären Verbindungen nach England und nach Holland aus, wo er am Geschäft seines Bruders Peter Wilhelm (1772–1799) und dessen Witwe beteiligt war. Er rüstete mehrere Schiffe für das Überseegeschäft aus, so 1799 ein Schiff für die Route Leer-Lissabon-USA-Leer. In seinem englisch geprägten Wohnhaus residiert heute das Heimatmuseum der Stadt Leer. Zum Ende seines Lebens verlor Tjard Ludwig einen Großteil des eigenen Vermögens und das seines jüngeren Bruders Johann Hinrich Garrels jun. (1766–1818) durch Schiffsunglücke und wirtschaftliche Engpässe nach dem Krisenjahr 1799. Von dem dritten Bruder Hermann Jacob Garrels (1768–1808) haben sich 47 Briefe aus seinen erfolgreichen Londoner Jahren ab 1789 erhalten, die einen historisch wertvollen Einblick in die deutsch-englische Handels- und Kaufmannsgeschichte um 1800 geben.

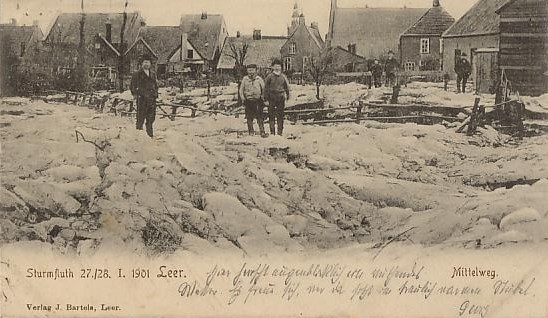
Leer nach der Sturmflut vom Januar 1901

Weitergeführt wurde die Garrelssche Holzhandelsfirma nach 1800 von Elisabeth Margaretha Oltmanns (1744–1825), der Witwe von Johann Hinrich sen., ab 1814 von seinem Enkel Johann Hinrich (1789–1868) und dessen jüngerem Sohn Claas Hermann (1824–1906). Letzterer erweiterte den Holzabsatz durch die neu erbauten Eisenbahnlinien über Ostfriesland hinaus ins rheinisch-westfälische Industriegebiet und in die Niederlande. Leer wurde in diesem Zeitraum zum wichtigsten Umschlagplatz für skandinavische Hölzer und Waren, deren Transport ab dem Ende des 19. Jahrhunderts für die Firma Garrels zu einem großen Teil von der Reederei Schulte & Bruns in Emden übernommen wurde. Claas Hermann Garrels wurde in der Folge schwedischer und norwegischer Konsul in Leer, von 1866 bis 1871 und wieder von 1874 bis 1881 zudem Mitglied der Handelskammer sowie Mitglied der Freimaurerloge in Leer. Sein Sohn Hermann Garrels jun. (1865–1939), dessen ältere Brüder nach Hongkong, Schleswig und Antwerpen übersiedelten, übernahm 1899 die Firmenleitung als Alleininhaber. Er erweiterte das Unternehmen 1891 um ein Hobelwerk, das wegen der Zollgesetzgebung im Deutschen Reich notwendig wurde, um die Verarbeitung nicht mehr auslagern zu müssen. Um 1900 litt das Unternehmen durch mehrere schwere Sturmfluten Schaden. Mit umfangreichen Neubauten veränderte Hermann Garrels den familiären Grundbesitz im Bereich der Neuen Straße. Von 1901 bis 1906 waren rund dreißig Personen beschäftigt, 1906 bis 1914 etwa sechzig, und nach dem Ersten Weltkrieg 1919 wieder über fünfzig. 1911 lag die Bilanzsumme des Unternehmens bei über einer Million Reichsmark. Von 1897 bis 1911 und nach einer berufsbedingten Pause wieder von 1917 bis 1924 war Hermann Garrels Senator der Stadt Leer und damit Mitglied des Leeraner Magistrats. Als Vorsitzender des Leeraner „Vereins der Liberalen“ war er Gründungsmitglied des Leeraner Ortsvereins der DDP.
Sein Bruder Johann Hinrich Garrels (1855–1920) lebte eine Zeit lang als Kaufmann in China und seit 1897 in Hamburg. Er war 1903 und 1907 als Reichstagskandidat der Nationalliberalen bzw. der Freisinnigen im Wahlkreis I (westliches Ostfriesland) dem konservativen Kandidaten Fürst Knyphausen knapp unterlegen. In Hamburg saß er in der Bürgerschaft, 1917 wurde er dort Senator.
Zum 150-jährigen Bestehen der Firma wurde 1909 die Garrels-Stiftung errichtet. Auf einem von der Familie der Stadt Leer geschenkten Gelände hinter dem Rathaus wurde eine Straße nach der Familie benannt. Hermann Garrels’ Söhne Hermann Wilhelm (1893–1978) und Tjard Ludwig (1899–1969) führten die Holzhandlung gemeinschaftlich in der sechsten Generation weiter. Durch die Heirat mit Pia Russell, Cousine des Bankiers Emil Russell, vertiefte Wilhelm Garrels die seit langem bestehenden familiären Verbindungen mit der emsländischen Kaufmannsfamilie Russell. Ab 1935 war Wilhelm Garrels auch als ehrenamtlicher Stadtrat tätig. Sein älterer Bruder Johann Hinrich Garrels (1892–?) war in Leipzig als Volkswirt tätig, promovierte dort 1920 mit einer juristischen Arbeit über „Die Entwicklung der Presbyterial- und Synodalverfassung in den zu Wesel und Emden zusammengeschlossenen Flüchtlingsgemeinden“.
In den letzten Apriltagen 1945 wurden die Fabrikanlagen und eines der Wohnhäuser durch alliierte Jagdbomber zerstört. 1946 wurde der Restbetrieb durch die englischen Besatzungsmächte für die „North German Timber Control“ beschlagnahmt und die große Mengen Holz nach England verschickte. 1948 begann der Wiederaufstieg nahezu mittellos, ab 1956 führten Wilhelm Garrels‘ Sohn Johann Hinrich (geb. 1921) und Tjard Ludwig Garrels‘ Sohn Tjard Ludwig (1935–1993) in der siebten Generation weiter.